# Georges Rawiri
Georges Rawiri (ur. 10 marca 1932, zm. 9 kwietnia 2006 w Paryżu) – polityk i dyplomata gaboński, poeta.
Rawiri urodził się w zachodnim Gabonie. Po dojściu do władzy prezydenta Omara Bongo w 1967, Rawiri stał się liczącym się w kraju politykiem. W latach 1971–1974 pełnił funkcję ministra spraw zagranicznych. Od 1997 aż do śmierci sprawował funkcję przewodniczącego gabońskiego Senatu.
Zmarł po długiej chorobie w paryskim szpitalu. Po jego śmierci prezydent Bongo stwierdził, że był on jedną z najważniejszych osób w historii Gabonu.
Jego córka, Angèle Rawiri, jest znaną gabońską powieściopisarką.